# 7z
7z – format kompresji danych o otwartej architekturze.
Format ten stawia nacisk na wysoki stopień kompresji i silne szyfrowanie (AES-256). 7z dzięki swojej architekturze ma możliwość używania dowolnej metody kompresji. Maksymalna wielkość archiwum jest określona na poziomie 16 000 000 000 GB.
7z rozwiązuje również problem zapisu znaków wielu języków dzięki użyciu standardu Unicode w nazwach plików wewnątrz archiwum.
Dodatkowym atutem formatu jest kompresja nagłówków archiwów.
7z stosuje algorytm LZMA (poprawioną i zoptymalizowaną wersję algorytmu LZ77) jako domyślną i główną metodę kompresji.